# Les Pilles
Les Pilles – miejscowość i gmina we Francji, w regionie Owernia-Rodan-Alpy, w departamencie Drôme.
Według danych na rok 1990 gminę zamieszkiwały 213 osoby, a gęstość zaludnienia wynosiła 36 osób/km² (wśród 2880 gmin regionu Rodan-Alpy Les Pilles plasuje się na 1414. miejscu pod względem liczby ludności, natomiast pod względem powierzchni na miejscu 1443.).